# 402 a.C.

## Eventos
- Caio Servílio Estruto Aala, pela terceira vez, Quinto Servílio Fidenato, Lúcio Vergínio Tricosto Esquilino, Quinto Sulpício Camerino Cornuto, Aulo Mânlio Vulsão Capitolino, pela segunda vez, e Mânio Sérgio Fidenato, pela segunda vez, tribunos consulares em Roma.